# Ingrida Šimonytė
Ingrida Šimonytė (Vilnius, 15 november 1974) is een Litouws politica en econometriste. Tussen december 2020 en december 2024 was zij de premier van Litouwen.

## Biografie
Šimonytė werd eind 1974 in Vilnius geboren. In 1996 behaalde ze haar bachelordiploma bedrijfskunde aan de Universiteit van Vilnius, om vervolgens haar masterdiploma in 1998 te behalen. In 2004 begon ze haar carrière als econometriste en ambtenaar bij de belastingafdeling van het ministerie van Financiën. Ze bleef binnen de belastingafdeling van het ministerie totdat ze in 2009 werd voorgedragen als de nieuwe minister van Financiën, belast met het stimuleren van de Litouwse economie in de nasleep van de economische crisis. Van 2009 tot 2012 was ze de minister van Financiën in het kabinet van Andrius Kubilius. In 2012 werd ze benoemd tot voorzitter van de Bank van Litouwen. In datzelfde jaar werd ze ook universitair docent economie van het Instituut voor Internationale Betrekkingen en Politieke Wetenschappen aan de Universiteit van Vilnius.
In 2016 keerde Šimonytė terug in de politiek; kort daarna werd ze gekozen als lid van de Seimas namens het district Antakalnis in Vilnius.

### Presidentsverkiezingen en premierschap
In 2018 maakte Šimonytė bekend mee te zullen doen aan de presidentsverkiezingen van 2019 en werd daarbij gesteund door de politieke partij Vaderland Unie - Litouwse Christendemocraten (TS-LKD). In de eerste ronde van de presidentsverkiezingen eindigde ze met 31,53 % van de stemmen bovenaan, met een nipte voorsprong op de onafhankelijke Gitanas Nausėda, die 31,16 % van de stemmen kreeg. De twee gingen vervolgens door naar de tweede ronde op 26 mei 2019, waar Šimonytė werd verslagen door Nausėda na slechts 33,47 % van de stemmen te hebben gekregen. Ze kreeg in de tweede ronde ruim 3.000 minder stemmen vergeleken met de eerste ronde, terwijl Nausėda ruim 400.000 stemmen meer had gekregen dan in de eerste ronde.
Bij de parlementsverkiezingen van 2020 werd Šimonytė herkozen in de Seimas. Alhoewel ze formeel gezien partijloos was, bleef ze nauw betrokken bij de Vaderland Unie. In de regeringsformatie na de verkiezingen werd ze samen met twee andere vrouwelijke kandidaten - Viktorija Čmilytė en Aušrinė Armonaitė - voorgedragen voor het premierschap. Op 9 november 2020 werd het regeerakkoord ondertekend tussen de Vaderland Unie, Liberale Partij en Vrijheidspartij, waarbij Šimonytė als premier werd gekozen. Op 11 december 2020 werd ze door president Nausėda officieel in die functie benoemd en hiermee de tweede vrouwelijke premier van Litouwen, na Kazimira Prunskienė (1990–1991).
Šimonytė sloot zich in 2022 officieel aan bij de Vaderland Unie en stelde zich in 2024 opnieuw kandidaat voor het presidentschap. Net als vijf jaar eerder moest ze het opnemen tegen Gitanas Nausėda, die een gooi deed naar een tweede ambtstermijn. In de eerste ronde eindigde Šimonytė met zo'n 20% van de stemmen op de tweede plaats, ver achter Nausėda (44%). In de tweede ronde liep het verschil verder op en kreeg Šimonytė nog geen kwart van de stemmen, terwijl ruim driekwart van de kiezers zich achter Nausėda schaarde. Šimonytė bleef premier, maar trad later dat jaar af nadat haar partij bij de parlementsverkiezingen van oktober 2024 een forse nederlaag had geleden. Ze werd opgevolgd door Gintautas Paluckas van de sociaaldemocratische LSDP, maar bleef wel parlementslid.

### Persoonlijk
Šimonytė is ongehuwd en heeft geen kinderen. Naast haar moedertaal Litouws spreekt ze ook Engels, Pools en Russisch, evenals Zweeds op basisniveau.
- Gemeinsame Normdatei: 1185987762
- Nationale Bibliotheek van Letland: 000350092
- Virtual International Authority File: 6739154260487024480003